# Supreme (canção)
'"Supreme"' é uma canção escrita por Robbie Williams, Guy Chambers, Dino Fekaris e Freddie Perren e gravada pelo cantor Robbie Williams.
Foi o terceiro single do terceiro álbum de estúdio de Williams, Sing When You're Winning, lançado a 28 de Agosto de 2000.
"Supreme" contém elementos musicais instrumentais do sucesso "I Will Survive" (1979), de Gloria Gaynor.

## Paradas
| Parada (2000)      | Posições |
| ------------------ | -------- |
| Áustria            | 3        |
| Nova Zelândia      | 3        |
| Bélgica (Vallónia) | 4        |
| Itália             | 4        |
| Suíça              | 4        |
| - UK Singles Chart | 4        |
| Irlanda            | 10       |
| Noruega            | 11       |
| França             | 12       |
| Austrália          | 14       |
| Alemanha           | 14       |
| Suécia             | 14       |
| Países Baixos      | 16       |
| Finlândia          | 16       |
| Bélgica (Flandres) | 29       |